# 산타마리나
산타마리나(이탈리아어: Santa Marina)는 이탈리아 캄파니아주 살레르노도에 있는 코무네이다.